# 鳗形狼牙绵鳚
鳗形狼牙绵鳚，為輻鰭魚綱鱸形目绵鳚亞目绵鳚科的其中一種，分布於東北大西洋區，包括格陵蘭、冰島至挪威海域，屬底棲性魚類，棲息深度在水深800至1993公尺，體長可達19.9公分，屬肉食性，以小型甲殼類為食。

## 扩展阅读
維基物種上的相關：鳗形狼牙绵鳚